# Đội tuyển Fed Cup El Salvador
Đội tuyển Fed Cup El Salvador đại diện El Salvador ở giải đấu quần vợt Fed Cup và được quản lý bởi Liên đoàn Quần vợt El Salvador. Đội chưa thi đấu kể từ năm 2013.

## Lịch sử
El Salvador tham gia kì Fed Cup đầu tiên vào năm 1992.  Thành tích tốt nhất của họ là vào đến playoff thăng hạng Nhóm I các năm 2003 và 2004.